# Tội ác của Đức Quốc Xã đối với Ba Lan trong Chiến tranh thế giới thứ hai
Những tội ác chống lại Ba Lan được gây ra bởi Đức Quốc Xã và những lực lượng công tác trong cuộc tấn công Ba Lan (1939), cùng với những tiểu đoàn phụ trợ trong suốt cuộc chiếm đóng trong Chiến tranh thế giới thứ hai, bao gồm những cuộc thảm sát có hệ thống đối với người Do Thái Ba Lan và những người Ba Lan thiểu số (không phải Do thái). Quân Đức cho rằng rằng những cuộc thảm sát này dựa trên thuyết chủng tộc của Đức Quốc Xã, thuyết này đã cho rằng người Do Thái là 1 mối đe dọa và coi người Ba Lan và dân tộc Slav là những người hạ đẳng. Năm 1942, Đức Quốc Xã thực hiện kế hoạch giết người Do Thái ở những nước Châu Âu mà Đức chiếm đóng, và cũng như đề ra kế hoạch tận diệt người Ba Lan, bằng những cuộc thảm sát quy mô lớn, thanh lọc sắc tộc, bắt làm nô lệ, và đồng hóa một số lượng nhỏ người Ba Lan. Trong suốt Thế chiến 2, người Đức không chỉ sát hại hàng triệu người Do Thái và người Ba Lan,mà còn thanh lọc sắc tộc hàng triệu người thiểu số Ba Lan bằng di dời cưỡng bức, với ý định tạo không gian sống cho người Đức.
Những cuộc thảm sát đã cướp đi sinh mạng từ 2.7 tới 2.9 triệu người Do Thái Ba Lan và từ 1.8 tới 2.77 triệu người thiểu số Ba Lan, theo như Viện tưởng niệm quốc gia (IPN) thuộc chính phủ Ba Lan và các học giả khác.Với số lượng tổn thất nhân mạng lớn cùng với sự những cái chết dân sự không đáng kể của những người không phải là người Do Thái ở các quốc gia bị chiếm đóng "vượt trội về chủng tộc" như Đan Mạch và Pháp, đã chứng thực các chính sách diệt chủng nhắm vào người Ba Lan.
Các chính sách diệt chủng trong kế hoạch thực dân hóa của chính phủ Đức, Generalplan Ost, là tâm điểm của German tội ác chiến tranh của Đức đối với quốc gia Ba Lan, và tội ác chống lại loài người, được thực hiện từ năm 1939 đến năm 1945. những giả định ban đầu trong kế hoạc tổng thể của Đức Quốc Xã là trục xuất và tiêu diệt khoảng 85% (hơn 20 triệu) công dân Ba Lan thuộc dân tộc Ba Lan, 15% còn lại bị biến thành nô lệ lao động. Năm 2000, theo một đạo luật của Quốc hội Ba Lan, việc phổ biến kiến thức về các tội ác của Đức Quốc Xã và Liên Xô ở Ba Lan được giao cho Viện tưởng nhớ quốc gia, thành lập ở Warsaw vào 2 năm trước.
Từ khi bắt đầu cuộc chiến chống Ba Lan, Đức dự định thực hiện kế hoạch của Adolf Hitler, được đặt ra trong cuốn sách Mein Kampf, để có được "không gian sống (Lebensraum) ở phía đông để cho thực dân Đức định cư. Kế hoạch của Hitler đã kết hợp chủ nghĩa đế quốc cổ điển với tư tưởng chủng tộc của Đức Quốc Xã. Ngày 28/8/1939, trước khi xâm lược Ba Lan, Hitler đã cho phép các chỉ huy của mình giết "không thương hại hoặc thương xót, tất cả đàn ông, phụ nữ và trẻ em gốc Ba Lan."
Việc thanh lọc sắc tộc được thực hiện một cách có hệ thống với dân Ba Lan. Ngày 7/9/1939 Reinhard Heydrich tuyên bố rằng tất cả các quý tộc, giáo sĩ và người Do Thái Ba Lan sẽ bị giết. Ngày 12/9, Wilhelm Keitel đã bổ sunggiới trí thức của Ba Lan vào danh sách này. Ngày 15/3/1940, người đứng đầu SS, Heinrich Himmler tuyên bố: "Tất cả các chuyên gia Ba Lan sẽ bị bóc lột trong khu liên hợp công nghiệp quân sự của chúng ta. Sau đó, tất cả người Ba Lan sẽ biến mất khỏi thế giới này. Điều cấp bách là quốc gia Đức vĩ đại coi việc loại bỏ tất cả người Ba Lan là nhiệm vụ chính của mình." Vào cuối năm 1940, Hitler đã xác nhận kế hoạch loại trừ "tất cả các phần tử dẫn đầu ở Ba Lan".

## Quotes
1. ↑  Tomasz Szarota; Wojciech Materski, biên tập (2009). Polska 1939–1945. Straty osobowe i ofiary represji pod dwiema okupacjami [Poland 1939–1945. Human Losses and Victims of Repression under two Occupations]. Warsaw: Institute of National Remembrance (IPN). Bản gốc lưu trữ ngày 23 tháng 3 năm 2012.
   - Janusz Kurtyka; Zbigniew Gluza. Preface.: "ze pod okupacja sowiecka zginelo w latach 1939–1941, a nastepnie 1944–1945 co najmniej 150 tys [...] Laczne straty smiertelne ludnosci polskiej pod okupacja niemiecka oblicza sie obecnie na ok. 2 770 000. [...] Do tych strat nalezy doliczyc ponad 100 tys. Polaków pomordowanych w latach 1942–1945 przez nacjonalistów ukrainskich (w tym na samym Wolyniu ok. 60 tys. osób [...] Liczba Zydów i Polaków zydowskiego pochodzenia, obywateli II Rzeczypospolitej, zamordowanych przez Niemców siega 2,7– 2,9 mln osób." Translation: "It must be assumed losses of at least 150.000 people during the Soviet occupation from 1939 to 1941 and again from 1944 to 1945 [...] The total fatalities of the Polish population under the German occupation are now estimated at 2,770,000. [...] To these losses should be added more than 100,000 Poles murdered in the years 1942–1945 by Ukrainian nationalists (including about 60,000 in Volhynia [...] The number of Jews and Poles of Jewish ethnicity, citizens of the Second Polish Republic, murdered by the Germans amounts to 2.7–2.9 million people."
   - Waldemar Grabowski. German and Soviet occupation. Fundamental issues.: "Straty ludnosci panstwa polskiego narodowosci ukrainskiej sa trudne do wyliczenia," Translation: "The losses of ethnic Poles of Ukrainian nationality are difficult to calculate."
Note: Polish losses amount to 11.3% of the 24.4 million ethnic Poles in prewar Poland and about 90 percent of the 3.3 million Jews of prewar times. The IPN figures do not include losses among Polish citizens of Ukrainian và Belarusian ethnicity.
2. "Executions took place in front and in the courtyard of the townhall; behind the offices of the Wydzial Techniczny Zarzadu Miejskiego; at the New Market Square (currently Daszynski Square); inside the Church of sw. Zygmunta; at Strazacka street in front of the Brass' Works; and at the Cathedral Square as well as inside the Cathedral". Quote from "Tablica przy ul. Olsztynskiej upamietniajaca ofiary 'krwawego poniedzialku'" [Plaque at Olsztynska Street commemorating Bloody Monday in Czestochowa]. Virtualny Sztetl. Museum of the History of Polish Jews. Bản gốc lưu trữ ngày 27 tháng 3 năm 2017. Truy cập ngày 25 tháng 1 năm 2014.. See also Gilbert 1990, tr. 87.

## Citations
1. ↑  Kulesza 2004, PDF, p. 29.
2. 1 2  Gushee 2012, tr. 313–314.
3. ↑  Timothy Snyder, Bloodlands: Europe between Hitler and Stalin, New York, Basic Books, 2010, pp. 411–12.
4. ↑  Kulesza 2004.
5. ↑  Various authors (2003). "Generalplan Ost (General Plan East). The Nazi evolution in German foreign policy. Documentary sources". Versions of the GPO. Alexandria, VA: World Future Fund. Resources: Janusz Gumkowski and Kazimierz Leszczynski, Hitler's Plans for Eastern Europe. Ibid.
6. ↑  IPN 2013, tr. 5, 21, Guide.
7. ↑  Tismaneanu, Vladimir; Iacob, Bogdan (2015). Remembrance, History, and Justice: Coming to Terms with Traumatic Pasts in Democratic Societies. Central European University Press. tr. 243. ISBN 9789633860922. In April 1991, the Polish Parliament changed a statute in force since 1945 about the Main Commission for the Investigation of Nazi Crimes in Poland. – "More important than the change of the name was that the activity of the [earlier] commission was... totally controlled by the communists." Jerzy Halbersztadt (ngày 31 tháng 12 năm 1995). "Main Crimes Commission in Poland". H-Net Humanities and Social Sciences Online. {{Chú thích tạp chí}}: Chú thích magazine cần |magazine= (trợ giúp)
8. ↑  Janusz Gumkowski and Kazimierz Leszczynski, "Hitler's War; Hitler's Plans for Eastern Europe", 1961, in Poland under Nazi Occupation, Polonia Publishing House, Warsaw, pp. 7–33, 164–78.
9. ↑  Gordon 1984, tr. 100.
10. ↑  Lukas, Richard C. (2013). Out of the Inferno: Poles Remember the Holocaust. University Press of Kentucky. tr. 2. Truy cập ngày 9 tháng 10 năm 2013.
11. ↑  Jan Moor-Jankowski (2013). "Poland's Holocaust: Non-Jewish Poles during World War II". Polish American Congress. Bản gốc lưu trữ ngày 5 tháng 8 năm 2019. Truy cập ngày 4 tháng 4 năm 2014.
12. 1 2  Piotrowski 2007, tr. 23.
13. ↑  Piotrowski 2007, p. 23. See also: Europa für Bürger original in the German language — 15. März (1940): Himmler spricht in Poznan vor den versammelten Kommandanten der Konzentrationslager. Eine seiner Aussagen: "Alle polnischen Facharbeiter werden in unserer Rüstungsindustrie eingesetzt. Später werden alle Polen aus dieser Welt verschwinden. Es ist erforderlich, dass das großdeutsche Volk die Vernichtung sämtlicher Polen als seine Hauptaufgabe versteht.".
14. Gilbert 1990, tr. 88
"Crimes Against Unarmed Civilians". Crimes Committed by the Wehrmacht. The Holocaust History Project. 2014. Bản gốc lưu trữ ngày 4 tháng 2 năm 2019. Truy cập ngày 22 tháng 1 năm 2014.
"ngày 15 tháng 9 năm 1939: Przemysl, Medyka". Virtual Shtetl. Museum of the History of Polish Jews. 2014. Bản gốc lưu trữ ngày 3 tháng 2 năm 2014. Truy cập ngày 22 tháng 1 năm 2014.